# Константиново (городской округ Домодедово)

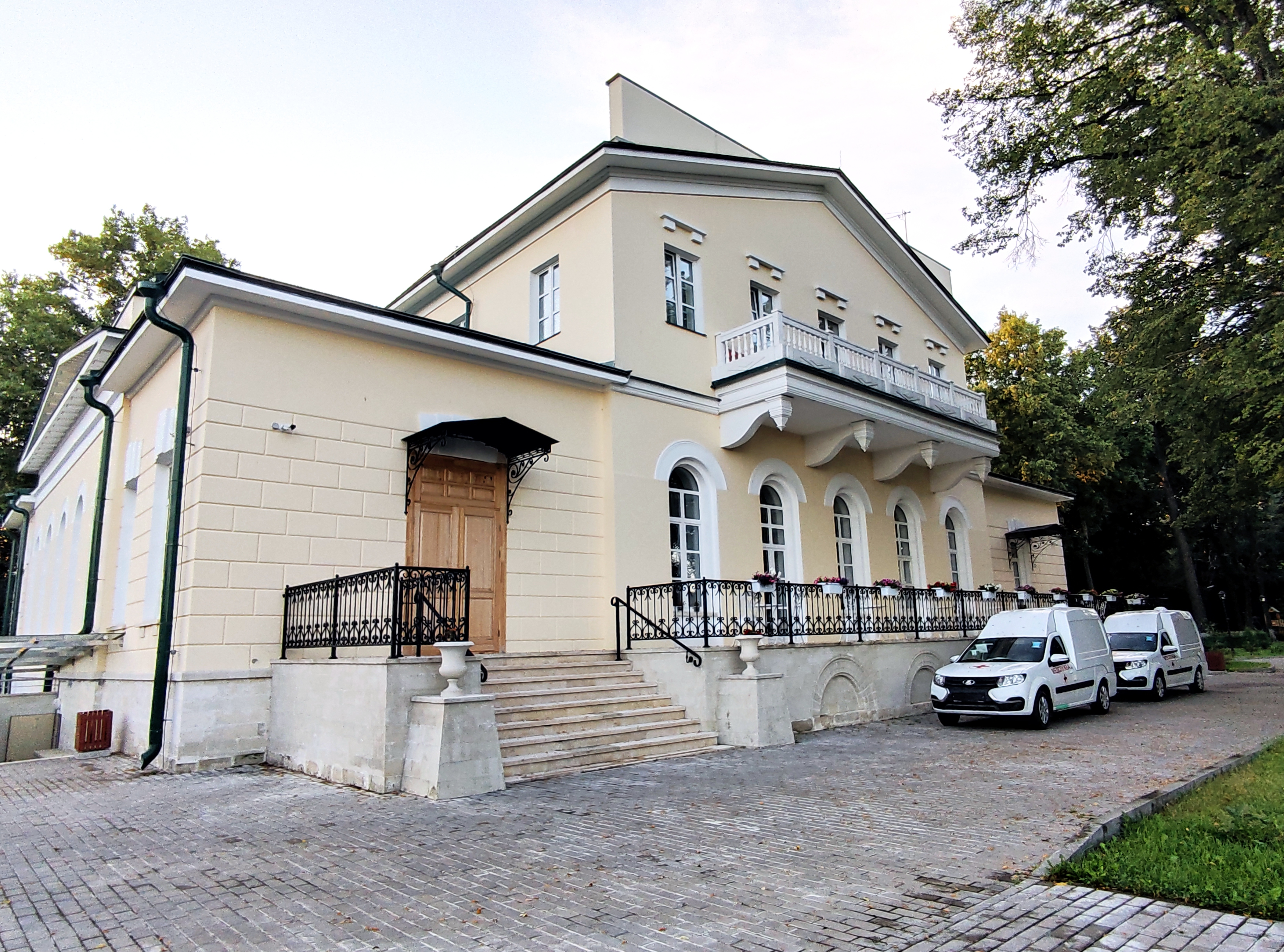
Главный дом усадьбы «Константиново», ныне детский хоспис

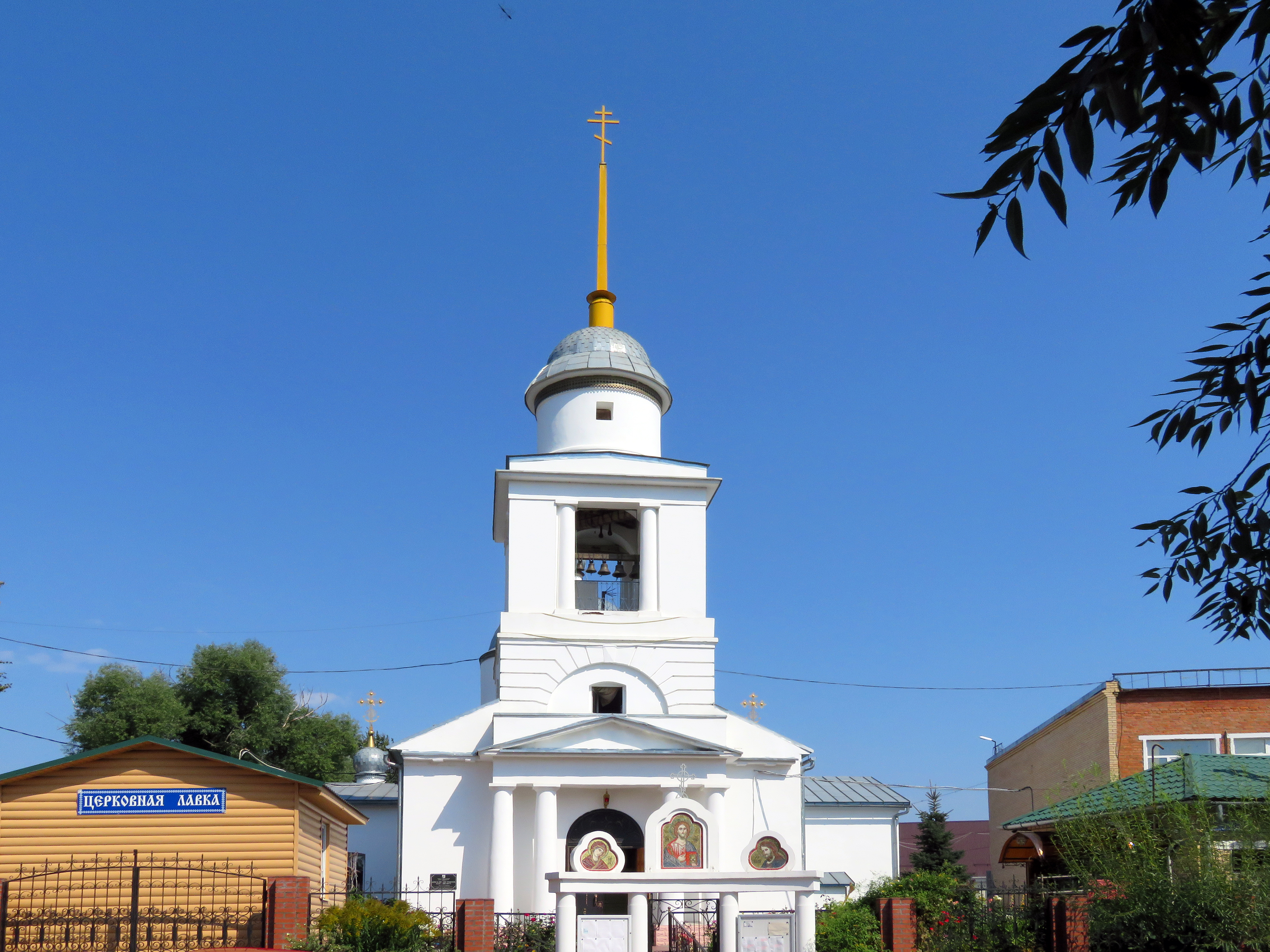
Церковь Смоленской иконы Божией Матери в усадьбе «Константиново»

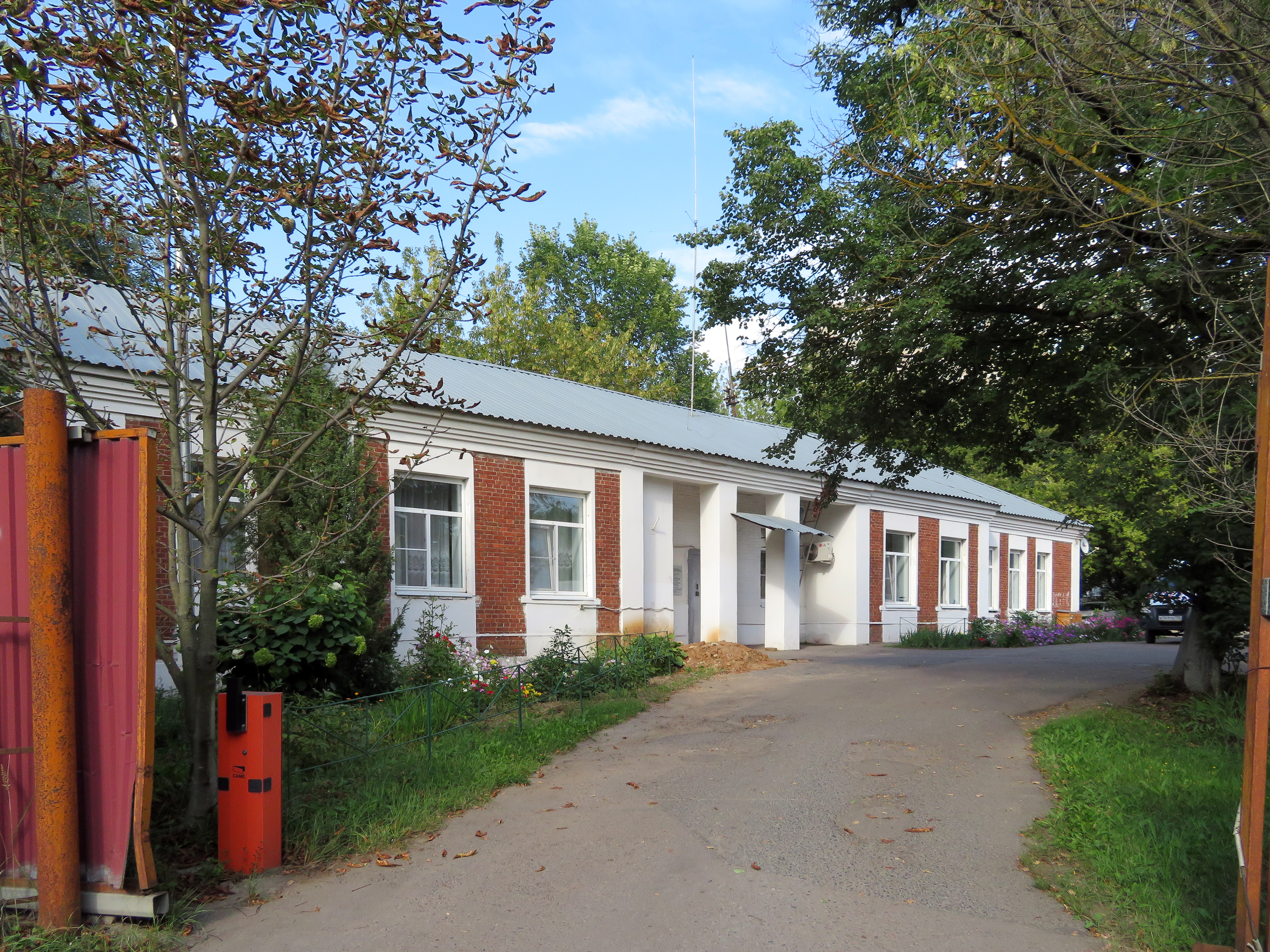
Здание бывшей больницы Константиновской фабрики

Константи́ново (ранее известное как Константиновское на Рожайе, Богородское и село Рожай) — село, расположенное в городском округе Домодедово Московской области на речке Рожайке. Население — 136 чел. (2010).

## Население
| 2002 | 2010 |
| ---- | ---- |
| 110  | ↗136 |

По данным 1926 года в селе проживало 464 человека (214 мужчин, 250 женщин), насчитывалось 106 хозяйств, из которых 63 было крестьянских. По переписи 2002 года числится 110 человек (47 мужчин, 63 женщины).

## История

### XVII—XVIII века
Впервые «село Константиновское Рожай» упоминается в писцовой книге 1627 года как месторасположение «церкови во имя Пресвятыя Богородицы Одигитрия», старинной вотчины рода Головиных. В 1655 году Константиновское было куплено князем Юрием Ромодановским, на момент покупки в селе было «26 крестьянских дворов и один двор мельника». В 1670 году по приказу Ромодановского деревянную церковь Богородицы Одигитрия было решено перестроить и сделать каменной. Точные сроки строительства неизвестны, но установлено, что к 1680 году новая церковь уже была построена и в ней проводились службы.
После смерти Юрия Ромодановского в 1683 году село перешло по наследству его сыну — Федору Ромодановскому, приближенному Петра I, носившему звание генералиссимуса потешных войск. Известно, что сам Петр I в апреле 1693 года был в гостях у Федора Ромодановского в Константиново.
Сын Федора Ромодановского Иван был последним мужским представителем рода, и после его смерти в 1730 году село перешло к его супруге — Анастасии Салтыковой, а от неё — к дочери Екатерине Головкиной. После ареста и ссылки мужа Михаила Головкина, Екатерина последовала за ним в Сибирь, а все имущество супругов, включая село Константиново, было распродано.

### XIX—XX века
С того времени село часто меняло владельцев, его хозяевами были Татищевы, Похвисневы, Решетовы и Пржевальские. В 1825 году помещиком Иваном Похвисневым в Константинове была построена одна из первых в России бумагопрядильная фабрика.
После смерти Ивана Похвиснева в 1858 году Константиново перешло во владение к его сыну, титулярному советнику Луке Похвисневу, который через три года после отмены крепостного права распродал все свои земли. На момент отмены крепостного права в Константинове было 32 двора и проживало 323 человека.
В 1926 году село стало центром Константиновского сельсовета Добрятинской волости Подольского уезда Московской губернии. В 1929 году после постановления Президиума ВЦИК СССР «Об образовании на территории РСФСР административно-территориальных объединений краевого и областного значения» Московская губерния была ликвидирована, а Константиново вошло в состав Подольского района Московского округа Московской области.
В 1969 году село было передано в новообразованный Домодедовский район и до муниципальной реформы 2006 года входило в состав Константиновского сельского округа Домодедовского района. В настоящее время Константиново официально приписано к городскому округу Домодедово.

## Достопримечательности

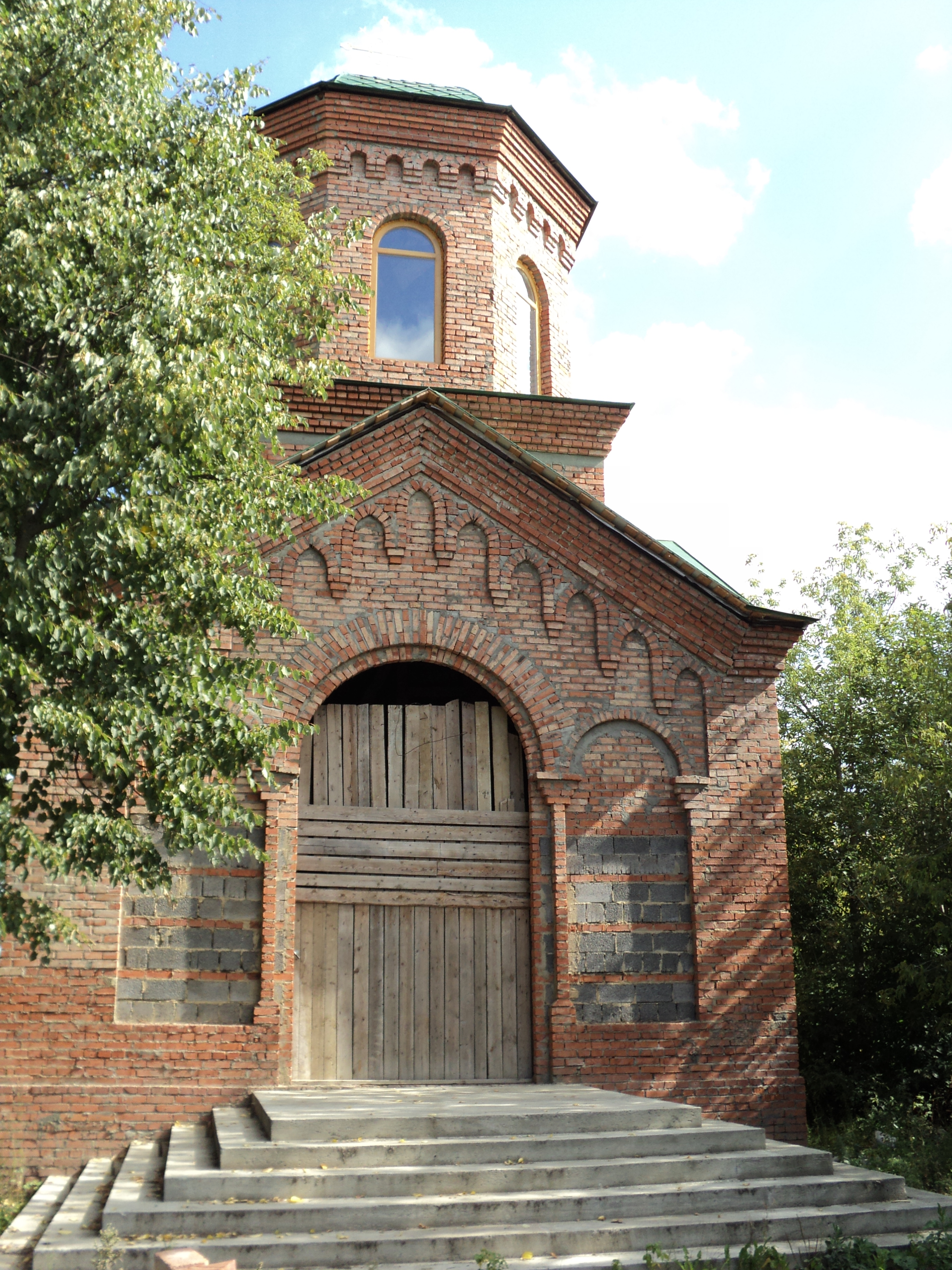
Часовня Марии Египетской

### Усадьба Константиново
Усадьба Константиново была построена во второй половине XVII века, после того, как старую вотчину князей Ромодановских унаследовала графиня Екатерина Головкина. Сохранившиеся до наших дней здания были построены, а некоторые заново перестроены, в начале XIX века в стиле ампир, когда село с усадьбой принадлежали Ивану Похвисневу. При нём же был построен и «главный дом в усадьбе над обрывом».
В 1882 году усадьбу приобрела Софья Андреевна Пржевальская, супруга Владимира Пржевальского, родного брата знаменитого путешественника Николая Пржевальского, который неоднократно бывал в гостях у брата с супругой.
Последним владельцем помещичьей усадьбы Константиново был Д. Н. Загоскин. В XIX веке в саду около дома была круглая ротонда-беседка с дорическими колоннами не сохранившаяся к настоящему времени.

### Смоленская церковь
11 июня 1670 года князю Юрию Ромодановскому была выдана грамота-благословение на постройку каменной церкви в честь Пресвятой Богородицы Одигитрии с двумя приделами.
Церковь поставили на левом берегу реки Рожаи в 1680 году. В 1825—1827 годах церковь была перестроена: наверху достроили купольную ротонду, были увеличены окна, расширены алтари и приделы. Вместо прежней колокольни возвели трехъярусную со шпилем. В 1898 году при церкви была открыта земская школа, в которой работал священник Василий Успенский.

### Константиновская фабрика
Бумагопрядильная фабрика была основана в 1825 году Иваном Похвисневым, которому в то время принадлежано село Константиново. Изначально станки на фабрике приводились в движение водяной турбиной, после расширения производства к ней была добавлена паровая машина. В 1852 году фабрику приобрели купцы первой гильдии Ремизовы. Они открыли при фабрике приёмный покой для больных и школу. В 1860 году купцы решают изменить направление деятельности фабрики — и вместо бумагопрядильной она становится суконной. В 1889 году фабрика была закрыта, а через шесть лет продана вместе с землей.
В 1901 году Роберт Адольфович Кёлер приобрёл землю «со всеми на этой земле корпусами от бывшей прежде, а ныне уничтоженной фабрики и другими жилыми и нежилыми строениями, от огня не застрахованными и дохода не приносящими». Он провёл капитальный ремонт и вновь запустил фабрику. При нём выпускались пожарные рукава, сукно из верблюжьей шерсти, элеваторные ленты. В 1918 году Фабрика была национализирована, но тем не менее производство на ней не остановилось. Фабрика продолжила выпускать прессованное сукно, пожарные рукава и ремни для станков. С 1954 года выпускалась пряжа для ковров, фабрика сменила свое название на Константиновская шерстепрядильная. В 1996 году предприятие было ликвидировано, в настоящее время в зданиях бывшей фабрики располагаются мебельное и стекольное производства.